# Vasilij Grossman
Vasilij Semjonovič Grossman (Berdičev, 1905. – Moskva, 1964.), ruski književnik židovskih korijena. Poznat kao novelist i romanopisac.

## Životopis
Rodio se 1905. godine. Završio je kemijski fakultet. 1934. godine objavio je novelu o životu rudara Glyukauf i priču o građanskom ratu U gradu Berdičevu. Već prvim djelima postigao je uspjeh. Pohvale su stigle i od velikana Maksima Gorkog. Zbog toga je odlučio postati profesionalni pisac. U Drugome svjetskom ratu ratova na bjeloruskom i ukrajinskom bojištu. Tijekom rata je napisao novelu Besmrtni narod (1942.). Sudionik bitke za Staljingrad zbog čega je dobio Orden crvene zvijezde. Napisao je knjigu o holokaustu Treblinski pakao i tom je knjigom postigao najveći uspjeh. 1952. godine objavio je epski roman Za pravu stvar koji je napisan je u tradiciji Lava Tolstoja i govori o Staljingradskoj bitci. Pretrpio je velike kritike pa je morao preurediti roman. Od 1950-ih je godina pisao roman Život i sudbina. Konfisciran je 1961. godine. S time romanom konfisciran je i novela Sve teče, čiju je novu inačicu napisao i završio 1963. godine. Grossman je umro 1964. godine. Jedna kopija Života i sudbine sačuvana je i došla do Zapada. Sve teče je u inozemstvu objavljena 1970., a u Sovjetskom Savezu 1989. godine. Godinu prije sovjetskog izdanja Sve teče izašlo je sovjetsko izdanje Života i sudbine. Novelu Sve teče i Život i sudbinu na hrvatski jezik preveo je hrvatski prevoditelj Fikret Cacan.